# سوني بيردو
جورج إرفين "سوني" بيرديو الثالث (بالإنجليزية: Sonny Perdue) (من مواليد 20 ديسمبر 1946)، هو سياسي وطبيب بيطري ورجل أعمال أمريكي، شغل منصب وزير الزراعة الحادي والثلاثين للولايات المتحدة بين عامي 2017 و2021. ينتمي إلى الحزب الجمهوري، سبق له أن شغل منصب الحاكم الحادي والثمانين لولاية جورجيا من عام 2003 إلى عام 2011، كما كان عضوًا في مجلس شيوخ ولاية جورجيا بين عامي 1991 و2002.
بيرديو هو مؤسس وشريك في شركة متخصصة في تجارة المنتجات الزراعية. وقد انتُخب حاكمًا لجورجيا في عام 2002 بعد أن هزم الحاكم الديمقراطي آنذاك روي بارنز، ليصبح بذلك أول جمهوري يتولى هذا المنصب منذ حقبة إعادة الإعمار. أُعيد انتخابه لولاية ثانية في عام 2006، حيث فاز بنحو 60% من الأصوات. وبعد انتهاء ولايته، شغل بيرديو عضوية مجلس المحافظين التابع لمركز السياسات الحزبية الثنائية في العاصمة واشنطن بين عامي 2012 و2017.
في 18 يناير 2017، أعلن الرئيس المنتخب آنذاك دونالد ترامب عزمه ترشيح بيرديو لتولي منصب وزير الزراعة الأمريكي. أُحيل ترشيحه رسميًا إلى مجلس الشيوخ في 9 مارس 2017، وحظي بموافقة لجنة الزراعة في مجلس الشيوخ بأغلبية ساحقة (19 صوتًا مقابل صوت واحد) في 30 مارس. وفي 24 أبريل، صادق مجلس الشيوخ على تعيينه بأغلبية 87 صوتًا مقابل 11، ليصبح بيرديو ثاني وزير زراعة من الجنوب العميق بعد مايك إسباي من ولاية مسيسيبي. وقد شغل المنصب طوال فترة إدارة ترامب.
وفي 1 مارس 2022، عيّن مجلس أمناء نظام جامعات ولاية جورجيا بيرديو في منصب المستشار الرابع عشر للنظام الجامعي في الولاية، وذلك اعتبارًا من 1 أبريل 2022.